# Portugalia na Letnich Igrzyskach Olimpijskich 1984
Portugalię na Letnich Igrzyskach Olimpijskich 1984 reprezentowało 38 zawodników: 29 mężczyzn i dziewięć kobiet. Był to 16. start reprezentacji Portugalii na letnich igrzyskach olimpijskich.

## Zdobyte medale
| Medal | Zawodnik       | Dyscyplina    | Konkurencja             | Rezultat     |
| ----- | -------------- | ------------- | ----------------------- | ------------ |
| Złoto | Carlos Lopes   | Lekkoatletyka | maraton mężczyzn        | 2:09:21 h    |
| Brąz  | Rosa Mota      | Lekkoatletyka | maraton kobiet          | 2:26:57 h    |
| Brąz  | António Leitão | Lekkoatletyka | bieg na 5000 m mężczyzn | 13:09,20 min |

## Skład kadry

### Gimnastyka artystyczna
- Margarida Carmo – indywidualnie – 18. miejsce,
- María João Falcão – indywidualnie – 22. miejsce,

### Judo
Mężczyźni
- João Neves waga do 60 kg – 9. miejsce,
- Rui Rosa waga do 65 kg – 20. miejsce,
- Hugo d'Assunção waga do 71 kg – 19. miejsce,
- António Roquete waga do 78 kg – 14. miejsce,

### Lekkoatletyka
Mężczyźni
- Luís Barroso

bieg na 100 m – odpadł w eliminacjach,
bieg na 200 m – odpadł w eliminacjach,
- António Leitão – bieg na 5000 m – 3. miejsce,
- Ezequiel Canário – bieh na 5000 m – 9. miejsce,
- João Campos – bieg na 5000 m – odpadł w półfinale,
- Fernando Mamede – bieg na 10 000 m – nie ukończył biegu,
- Carlos Lopes – maraton – 1. miejsce,
- Cidálio Caetano – maraton – nie ukończył biegu,
- Delfim Moreira – maraton – nie ukończył biegu,
- José Pinto

chód na 20 km – 25. miejsce,
chód na 50 km – 8. miejsce,
Kobiety
- Albertina Machado

bieg na 800 m – odpadła w eliminacjach,
bieg na 3000 – odpadła w eliminacjach
- Aurora Cunha – bieg na 3000 m – 6. miejsce,
- Rosa Mota

bieg na 3000 m – nie ukończyła biegu eliminacyjnego,
maraton – 1. miejsce,
- Rita Borralho – maraton – 38. miejsce,
- Conceição Ferreira – maraton – 39. miejsce,

### Łucznictwo
Mężczyźni
- Rui Santos – indywidualnie – 51. miejsce,

### Pięciobój nowoczesny
Mężczyźni
- Luís Monteiro – indywidualnie – 43. miejsce,
- Roberto Durão – indywidualnie – 44. miejsce,
- Manuel Barroso – indywidualnie – 49. miejsce,
- Luís Monteiro, Roberto Durão, Manuel Barroso – drużynowo – 16. miejsce,

### Pływanie
Mężczyźni
- Alexandre Yokochi

100 m stylem klasycznym – 34. miejsce,
200 m stylem klasycznym – 7. miejsce,
- João Santos

100 m stylem motylkowym – 37. miejsce,
200 m stylem motylkowym – 23. miejsce,

### Podnoszenie ciężarów
Mężczyźni
- Raúl Diniz – waga do 52 kg – nie sklasyfikowany (nie zaliczył żadnej udanej próby w podrzucie),
- Francisco Coelho – waga do 90 kg – 13. miejsce,

### Skoki do wody
Kobiety
- Joana Figueiredo – trampolina 3 m – 22. miejsce,

### Strzelectwo
Kobiety
- Isabel Chitas – pistolet sportowy 25 m – 15. miejsce,

Mężczyźni
- Francisco Neto – pistolet szybkostrzelny 25 m – 20. miejsce,
- José Jacques Pena

pistolet szybkostrzelny 25 m – 42. miejsce,
pistolet dowolny 50 m – 39. miejsce,
- José Faria – trap – 28. miejsce,
- João Rebelo – trap – 54. miejsce,

### Szermierka
Mężczyźni
- João Marquilhas – szabla indywidualnie – 31. miejsce,

### Żeglarstwo
- José Pedro Monteiro – windsurfing mężczyźni – 22. miejsce,
- António Correia, Henrique Anjos – klasa Star – 17. miejsce,